# Kyla Pratt
Pour les articles homonymes, voir Pratt.
 (novembre 2024).
Si vous disposez d'ouvrages ou d'articles de référence ou si vous connaissez des sites web de qualité traitant du thème abordé ici, merci de compléter l'article en donnant les références utiles à sa vérifiabilité et en les liant à la section « Notes et références ».
Kyla Pratt est une actrice américaine, occasionnellement chanteuse, née le 16 septembre 1986 à Los Angeles (Californie).

## Biographie
Kyla Pratt commence sa carrière d'actrice à l'âge de 9 ans, mais devient célèbre grâce à son rôle de Maya Dolittle. Elle a joué aussi dans un des épisodes du Petit malin, aux côtés de Tahj Mowry. En 2003, elle a fait une apparition dans un des clips du groupe "B2K" , What a Girl Wants, où elle joue le rôle de la petite amie de Jarell Damonte Houston, alias J-Boog, l'un des membres du groupe.

Depuis 2005, l'actrice partage sa vie avec un auteur compositeur, David Kilpatrick. Ensemble ils ont eu deux enfants, Lyric Kai Kilpatrick née le 17 novembre 2010 et Liyah Kilpatrick née le 5 août 2013.

## Filmographie

### Cinéma
- 1995 : The Baby-Sitters Club (en) : Becca Ramsey
- 1997 : Riot : Jenny Baker
- 1997 : Mad City : Kid
- 1998 : Barney's Great Adventure : Marcella Walker
- 1998 : Dr. Dolittle (Doctor Dolittle) : Maya Dolittle
- 2000 : One on One : Breanna Washington
- 2000 : Love and Basketball : Young Monica
- 2001 : Dr. Dolittle 2 : Maya Dolittle
- 2004 : The Seat Filler : Diona
- 2004 : Fat Albert : Doris
- 2008 : Dr. Dolittle: A Tinsel Town Tail (vidéo) : Maya Dolittle
- 2009 : Palace pour chiens (Hotel for Dogs) : Heather
- 2021 : La Famille Addams 2 : Une virée d'enfer : voix originale

### Téléfilms
- 1997 : A Walton Easter
- 1999 : Jackie's Back! : Little Jackie Washington
- 2003 : Maniac Magee (en) : Amanda Beale
- 2005 : The Beach : Penny Proud
- 2005 : The Picnic : Penny Proud
- 2005 : The Proud Family Movie : Penny Proud (voix)
- 2006 : Dr. Dolittle 3 : Maya Dolittle
- 2007 : Hell on Earth : Keri Diamond / Dumpin
- 2008 : Docteur Dolittle 4 (Dr. Dolittle: Tail to the Chief) : Maya Dolittle
- 2009 : Docteur Dolittle 5 (Dr. Dolittle: Million Dollar Mutts) : Maya Dolittle
- 2018 : On s'était dit rendez-vous... à Noël (The Christmas Pact) : Sadie
- 2020: Un Noël avec toi : Corinne

### Séries télévisées
- 1995 : Living Single : Tracy
- 1996 : The Show : Nia
- 1996 : In the House : Erica
- 1996 : Les Sœurs Reed (Sisters) : Little Girl
- 1996 : Loïs et Clark, les nouvelles aventures de Superman (Lois & Clark: The New Adventures of Superman) : Little Girl
- 1996 : Urgences (ER) : Lily
- 1996 : Les Anges du bonheur (Touched by an Angel) : Annie
- 1996 : Friends : Charla Nichols
- 1997 : La Vie de famille (Family Matters) : Kelsey Webster
- 1997 : Walker, Texas Ranger : Kyla Jarvis
- 1998 : Le Caméléon (The Pretender) : Tracy Johnson
- 1997 : Le Petit Malin (Smart Guy) : Brandi
- 1998 : Any Day Now : Birdie
- 1999 : Becker : Keisha
- 1999 : Aux frontières de l'étrange (So Weird) : Kamilah Simmonds
- 1995 : The Parent 'Hood : Monica
- 2000 : Les Parker : Shaquilla
- 2000 : The Hughleys : Kenyatha
- 1999 : Moesha : Patricia
- 2000 : La Vie avant tout : Donna Jenkins
- 2001 : Lizzie McGuire : Brooke Baker
- 2004 : Veronica Mars : Georgia
- 2005 : Lilo et Stitch, la série (Lilo & Stitch: The Series) : Penny Proud
- 2001-2005 : Cool Attitude (The Proud Family) : Penny Proud
- 2001 : One on One : Breanna Barnes
- 2012 : Mentalist : Juliana McVie
- 2012-2014 : Let's Stay Together : Crystal (32 épisodes)
- 2015 : The Soul Man : Alicia
- 2016 : Recovery Road : Trish Collins (10 épisodes)
- 2020 : Insecure : Dina (1 épisode)
- 2021-2022 : Call me Kat : Randi
- 2022 : Cool Attitude, encore plus cool (The Proud Family: Louder and prouder) : Penny Proud

## Discographie
- Disneymania 2
- The Proud Family